# Castrul roman de la Rucăr
Castrul roman este situat pe teritoriul localității Rucăr, județul Argeș.